# Stedemaagd (Amsterdam)
De Stedemaagd is een standbeeld in de Nederlandse hoofdstad Amsterdam. Het staat in de ingang van het Vondelpark aan de Stadhouderskade.
Het standbeeld staat op de middelste pijler. Vanaf 1883 stond hier een beeld gemaakt door de beeldhouwer Friedrich Schierholz (1840-1894) op de middelste pijler van de toegang in een hekwerk van Alexander Linnemann uit dezelfde tijd. Het werd gemaakt in opdracht van het parkbestuur om het park meer aanzien te geven ten tijde van de Internationale Koloniale en Uitvoerhandel Tentoonstelling in 1883.  De Stedemaagd is een verpersoonlijking van de stad Amsterdam. Zij zit op een zetel, in haar linkerhand houdt zij een schild vast met het wapen van Amsterdam, en met haar rechterhand nodigt zij wandelaars uit het park te betreden.
Op 6 oktober 1953 werd het Vondelpark overgedragen aan de gemeente Amsterdam. De Vereniging tot aanleg van een rij- en wandelpark te Amsterdam schonk toen ook de Stedemaagd aan de gemeente.
Op 12 november 2009 is het beeld weggehaald; het was vervallen en beschadigd. Het werd op 11 juni 2010 vervangen door een kopie door restauratieatelier Ton Mooy uit Amersfoort. De kopie is gehouwen uit de sterkere Bentheimer zandsteen en moet daarom de eeuwen kunnen trotseren.
Het originele beeld uit 1883 is na een grondige opknapbeurt op 18 juni 2014 op een sokkel geplaatst aan de Koenenkade, onder de nieuwe naam Stedenmaagd Amsterdamse Bos.

## Zie ook

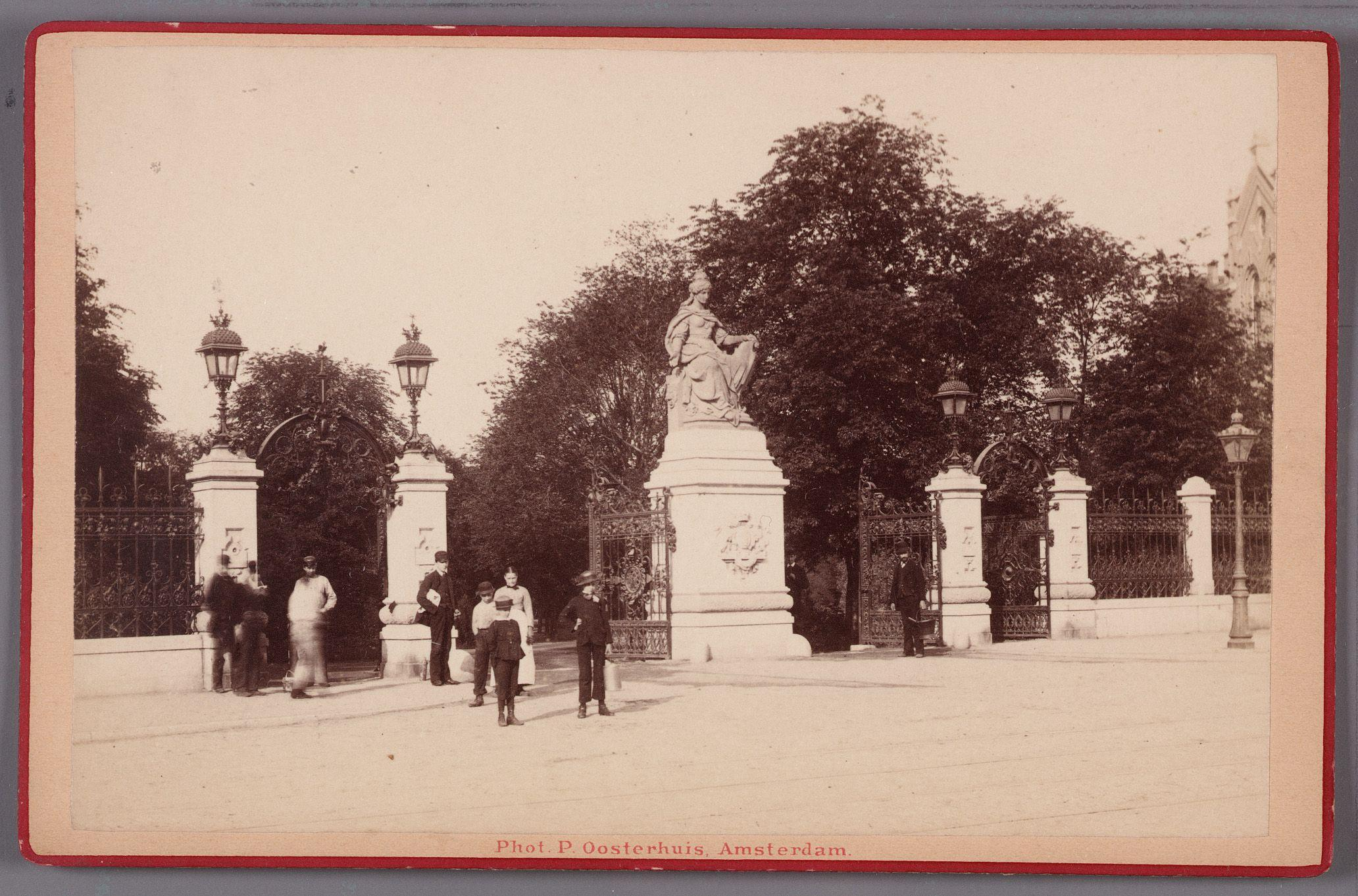
Het origineel rond 1890